# Famille Ichijō
La famille Ichijō (一条家, Ichijō-ke) fait partie des cinq régents Fujiwara, branches du clan Fujiwara, une noble et puissante famille qui monopolise les 
positions de sesshō de l'ancien Japon. La famille a été créée par Ichijō Sanetsune, le troisième fils de Kujō Michiie.
La famille Daigo (醍醐家, Daigo-ke) est une branche de la famille Ichijō, fondée au début de l'époque d'Edo par Ichijō Fuyumoto, le fils de Ichijō Akiyoshi,.

## Tosa-Ichijō
Liste des chefs du clan Tosa-Ichijō (土佐一条氏).
1. Norifusa
2. Fusaie
3. Fusafuyu
4. Fusamoto
5. Kanesada
6. Tadamasa
7. Masachika